# Морсаско
Морсаско (итал. Morsasco) — коммуна в Италии, располагается в регионе Пьемонт, в провинции Алессандрия.
Население составляет 687 человек (2008 г.), плотность населения составляет 67 чел./км². Занимает площадь 10 км². Почтовый индекс — 15010. Телефонный код — 0144.
Покровителем коммуны почитается святой апостол Варфоломей, празднование 24 августа.

## Демография
Динамика населения:

## Администрация коммуны
- Официальный сайт:

## Галерея

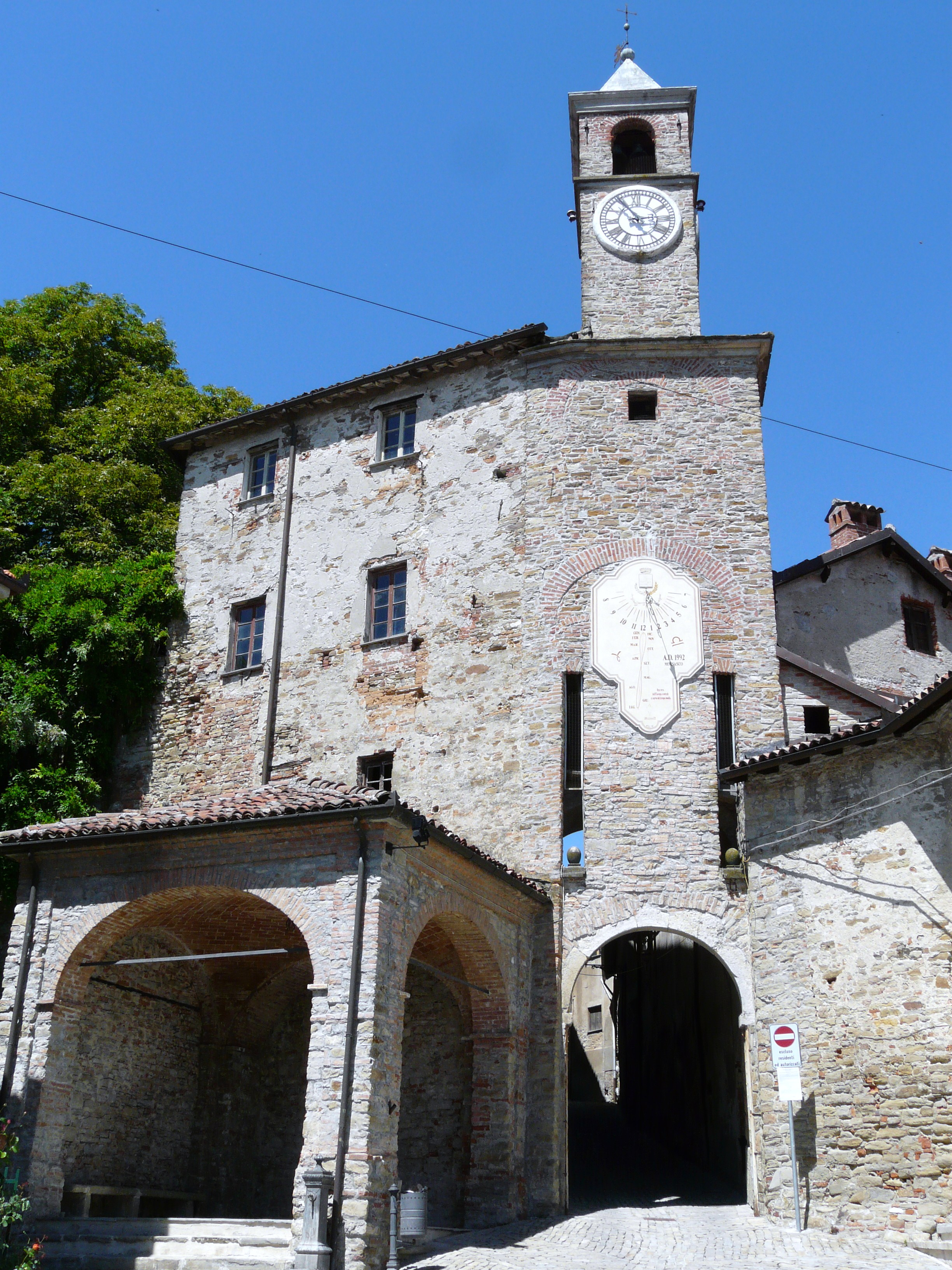
La torre dell'orologio e della casa del boia
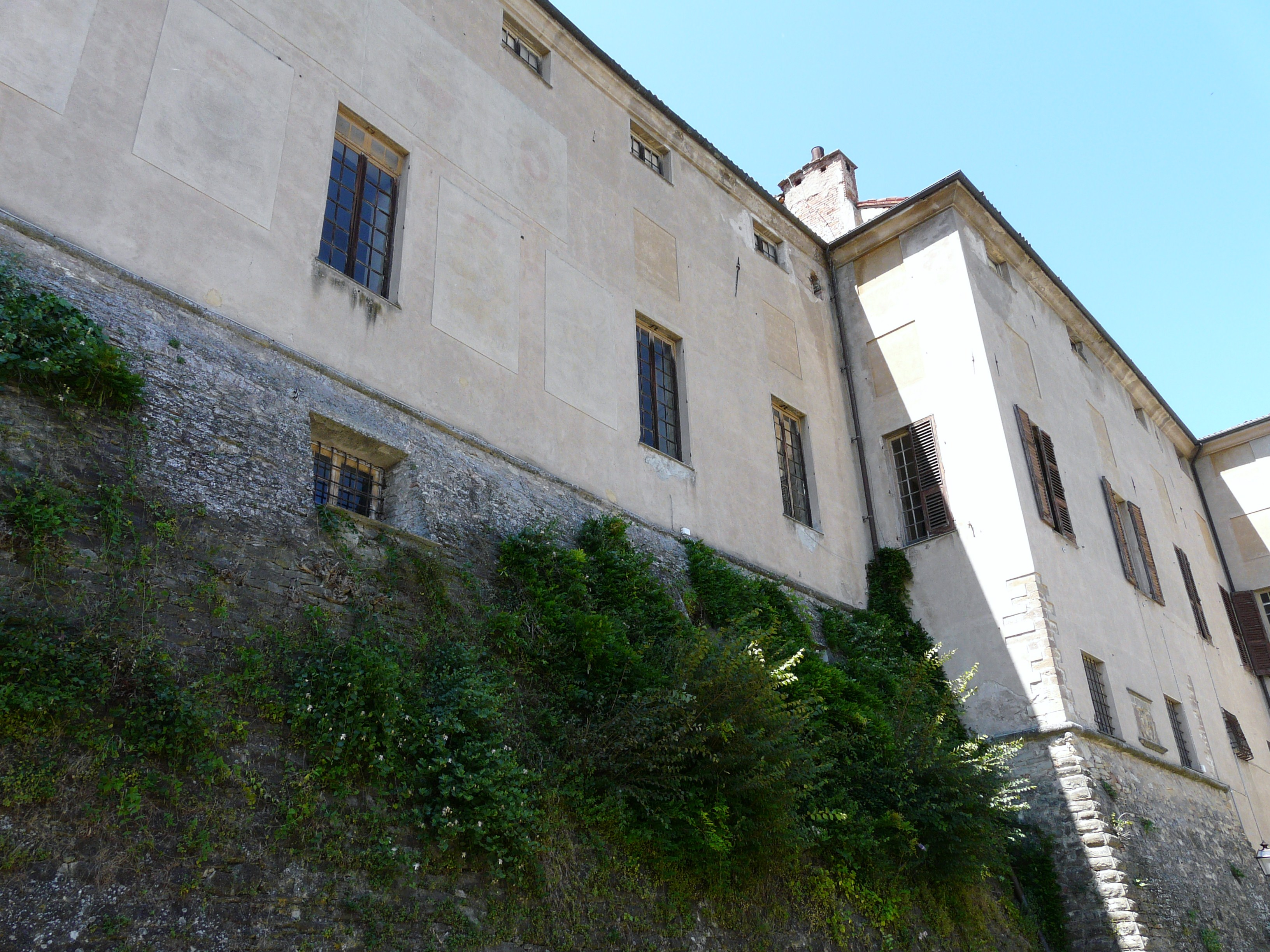
Castello di Morsasco
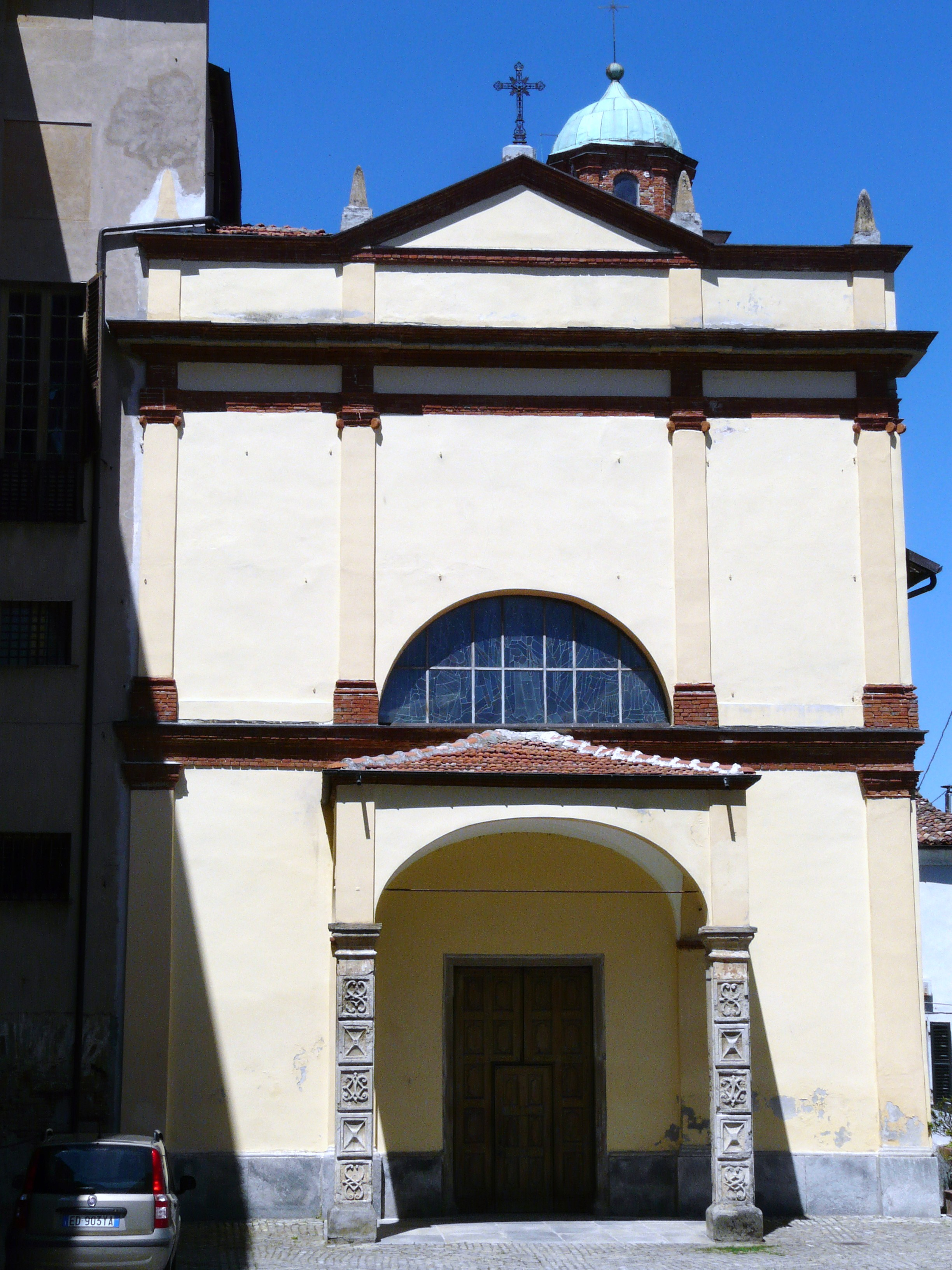
Храм святого Варфоломея
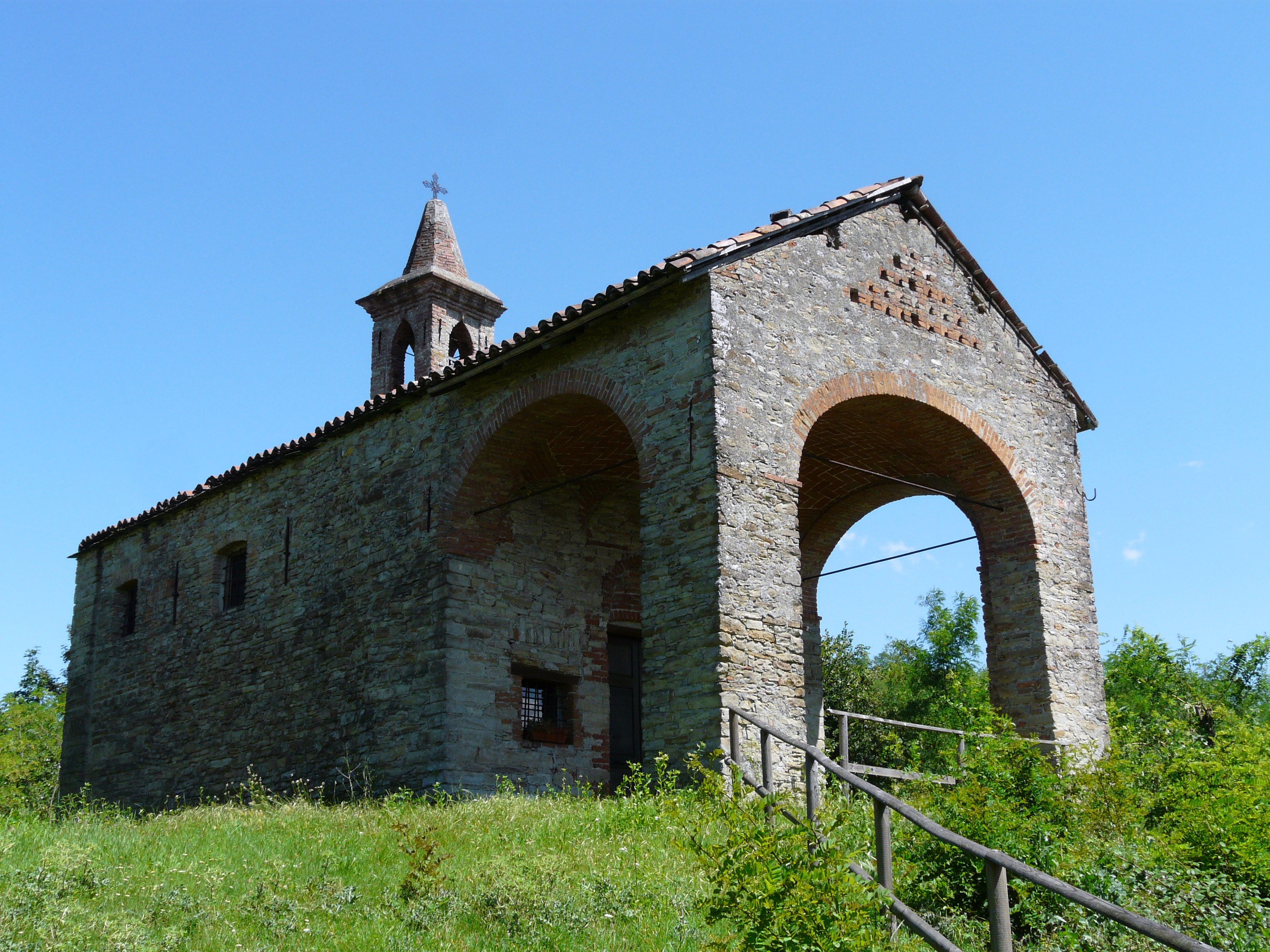
Храм святого Вита